# Laguna de Bay
La Laguna de Bay (in filippino: Lawa ng Bay) è un lago delle Filippine, situato a sud-est di Manila, sull'isola di Luzon. Oltre alla provincia di Manila, bagna anche le province di Rizal lungo la sua sponda nord e di Laguna lungo quella sud.
Con una superficie di 911 km², è il più grande lago del paese e il terzo lago d'acqua dolce del Sud-est asiatico dopo il Tonlé Sap in Cambogia e il lago Toba a Sumatra.
È alimentato da 21 fiumi diversi e le sue acque si riversano nella baia di Manila, dalla quale è separato da un istmo largo meno di 10 km, attraverso il fiume Pasig. Al centro del lago si trova l'isola di Talim.